# كانتون سان ميغيل
كانتون سان ميغيل (بالإنجليزية: San Miguel Canton)‏ هو كانتون في الإكوادور، يتبع مقاطعة بوليفار.